# Aclaramiento hepático
El  aclaramiento hepático es el  volumen de plasma que el hígado puede depurar de una sustancia determinada por unidad de tiempo. Se expresa generalmente en mililitros por minuto. Con mucha frecuencia este concepto se aplica a la capacidad del hígado para depurar la sangre o plasma de un determinado fármaco o medicamento. Este proceso puede ser realizado por el hígado mediante 2 mecanismos, expulsando la sustancia al tubo digestivo a través de la bilis, o metabolizándola mediante reacciones químicas, por ejemplo oxidación o hidrólisis.

## Aclaramiento plasmático
El aclaramiento plasmático (Cl) constituye un parámetro farmacocinético que permite cuantificar la capacidad de un órgano o conjunto de órganos para eliminar un fármaco. Puede definirse como el volumen de sangre o plasma  que es depurado de una sustancia por unidad de tiempo mediante procesos de eliminación. Se expresa en volumen por unidad de tiempo, habitualmente litros/hora o mililitros/minuto.
El aclaramiento plasmático de un fármaco por un determinado órgano se relaciona con la capacidad funcional del mismo para eliminarlo y depende de factores fisiológicos. El Cl total considera de forma aditiva el aclaramiento de cada uno de los órganos implicados en la eliminación del fármaco. 
Así, para un fármaco que se elimine por vía hepática y renal, el aclaramiento plasmático total será la suma del aclaramiento hepático (Clh) y el aclaramiento renal (Clr), de acuerdo con la siguiente expresión:
{\displaystyle Cl=Cl_{h}+Cl_{r}}

## Aclaramiento hepático
El aclaramiento hepático se define como el volumen de sangre que se depura de un fármaco por unidad de tiempo a su paso por el hígado utilizando mecanismos de biotransformación hepática y excreción biliar. La eliminación a nivel hepático depende del flujo sanguíneo hepático ({\displaystyle \Phi }h) y del coeficiente de extracción hepática (Eh). 

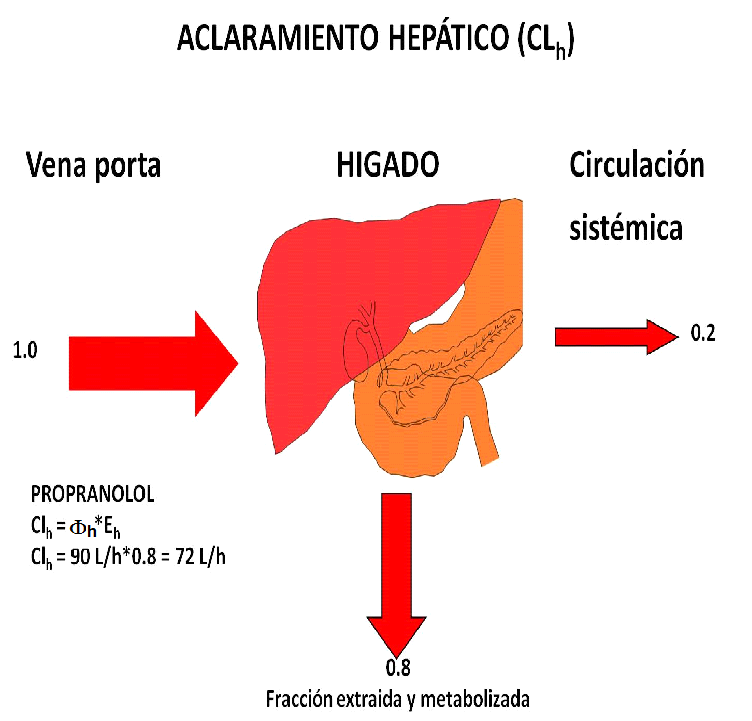
Esquema sobre el aclaramiento hepático. En personas sanas, cabe destacar, que el flujo sanguíneo presenta valores aproximados de 90 L/h. Así, con una coeficiente de extracción hepático de 0,8 tenemos que el aclaramiento es de 72 L/h.

En consecuencia, el Eh se relaciona con los coeficientes de extracción por metabolismo (Em) y por excreción biliar (Eb).
{\displaystyle E_{h}=E_{m}+E_{b}}
Por tanto, el aclaramiento hepático puede estimarse según la siguiente ecuación:
{\displaystyle Cl_{h}=\Phi _{h}\cdot E_{h}}
Dependiendo del valor que toma el Eh, los fármacos se clasifican habitualmente en tres grandes grupos:
- Grupo 1: fármacos con baja extracción hepática (Eh < 0,3). En este grupo se incluyen fármacos tales como ácido valproico, diazepán, fenitoína, fenobarbital, teofilina y warfarina.

- Grupo 2: fármacos con extracción hepática intermedia (Eh 0,3-0,7). Incluye fármacos como aspirina, nortriptilina y quinidina.
- Grupo 3: fármacos con alta tasa de extracción hepática (Eh > 0,7). Incluye fármacos como alprenolol, lidocaína, morfina y propanolol.

## Modelos fisiológicos de aclaramiento hepático
Considerando la fisiología del hígado se han propuesto los siguientes modelos fisiológicos de aclaramiento hepático:

### Modelo del "compartimentobien agitado".
Este modelo considera al hígado como un tejido homogéneo. El hígado elimina el fármaco a medida que éste atraviesa el órgano y asume que la concentración libre de fármaco en sangre a la salida del hígado es similar a la concentración libre en el hígado susceptible de ser metabolizada o excretada en la bilis, ya que la sangre proveniente de la arteria hepática o de la vena porta se suponen perfectamente mezcladas en las sinusoides hepáticas. Es un modelo sencillo y útil en muchos fármacos.

### Modelo de "tubos paralelos"
El hígado es considerado como un conjunto de "tubos paralelos" idénticos, en los cuales la distribución de las enzimas es homogénea. La actividad enzimática total del hígado es igual a la suma de las actividades enzimáticas individuales de cada tubo. La cantidad de fármaco que penetra en el hígado en un momento dado, se mueve a través del órgano a velocidades iguales y constantes en los tubos paralelos y aparece en la sangre efluente al mismo tiempo. Equivale a predecir lo que pasaría en un solo tubo.

### Modelo "distribuido"
Este modelo constituye una ampliación del modelo de tubos paralelos y trata de considerar la heterogeneidad en la perfusión sanguínea de las sinusoides hepáticas. Se considera al hígado como un conjunto de tubos paralelos o sinusoides donde cada uno de ellos recibe una fracción del flujo sanguíneo total sobre la base de la curva de distribución estadística. Variantes de este modelo incluyen también una distribución estadística del contenido enzimático dentro de cada sinusoide. Es bastante más complejo que los anteriores modelos.

### Modelo de "dispersión"
Este modelo, que realiza suposiciones similares a las del modelo anterior, considera la existencia de un flujo no ideal dentro del órgano definido como proceso de dispersión.

## Factores que modifican el aclaramiento hepático
Desde el punto de vista fisiológico los factores que modifican el aclaramiento hepático de un fármaco pueden resumirse en los siguientes:
1. Flujo sanguíneo hepático.
2. Fijación a proteínas plasmáticas.
3. Actividad enzimática de los hepatocitos.
4. Propiedades fisicoquímicas del fármaco que inciden en su potencial excreción biliar.

En la práctica, su influencia relativa dependerá de que se trate de fármacos con alta o baja capacidad de extracción.
La eliminación de los fármacos mediante biotransformación está condicionada por la actividad enzimática de las células hepáticas. Una característica de las reacciones enzimáticas es la capacidad de saturación del sistema. La capacidad que tiene un órgano para depurar un fármaco en una situación donde no haya ningún tipo de restricción en lo que concierne al flujo y a la unión a proteínas, se conoce como aclaramiento intrínseco (Cli). El Cli depende del coeficiente de reparto del fármaco entre lo hepatocitos y la sangre, del tamaño del hígado y de la actividad enzimática de los hepatocitos.
Considerando la cinética de biotransformación según la ecuación de Michaelis-Menten, la velocidad del proceso (V), puede expresarse mediante la siguiente ecuación:
{\displaystyle V={\frac {V_{max}\cdot C_{l}}{K_{m}+C_{l}}}}
Siendo Vmax la velocidad máxima del proceso de biotransformación, Km la constante de Michaelis-Menten y Cl la concentración libre de fármaco en contacto con los sistemas enzimáticos.
Considerando el aclaramiento como un factor de proporcionalidad entre la velocidad de eliminación y la concentración, se deduce:
{\displaystyle V=Cl_{h}\cdot C_{l}}
Por analogía con la ecuación de Michaelis-Menten se obtiene:
{\displaystyle Cl_{h}={\frac {V_{max}}{K_{m}+C_{l}}}}

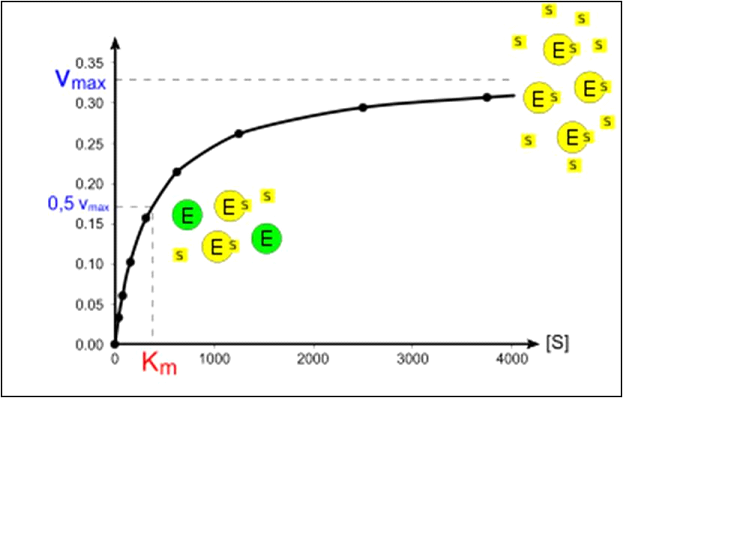
Cinética de Michaelis-Menten. Siendo E la enzima y S el sustrato. A altas concentraciones el sistema está saturado y alcanza la V_{max}.

Al tratarse el metabolismo hepático de un proceso saturable, el Clh será concentración-dependiente y disminuirá a medida que aumenta la concentración libre de fármaco en el interior de los hepatocitos. No obstante en la mayoría de los casos las concentraciones de fármaco necesarias para conseguir un efecto terapéutico son significativamente más bajas que la km y en consecuencia el CLh es constante y el proceso de eliminación por metabolismo se ajusta a un cinética de orden uno.
El valor máximo del aclaramiento coincide con la intersección en el eje de las ordenadas (Vmax/km) y se corresponde con el aclaramiento no limitado por la saturación metabólica. Considerando la distribución instantánea y homogénea dentro del hígado, de acuerdo al modelo del "compartimento bien agitado", y asumiendo la ausencia de unión a proteínas, la relación entre los dos aclaramientos hepático e intrínseco puede expresarse utilizando la siguiente ecuación:
{\displaystyle Cl_{h}=\Phi _{h}{\frac {Cl_{i}}{\Phi _{h}+Cl_{i}}}}
A su vez, considerando la relación existente entre el Clh, {\displaystyle \Phi }h y Eh, el Cli se relaciona directamente con el Eh según la siguiente ecuación:
{\displaystyle E_{h}={\frac {Cl_{i}}{\Phi _{h}+Cl_{i}}}}
En fármacos que se unen parcialmente a las proteínas plasmáticas, el Cli de la fracción libre (fl) corresponde al aclaramiento del fármaco no unido a proteínas plasmáticas (Clil). Su relación con el Cli dependerá de fl, y responde a la siguiente ecuación:
{\displaystyle Cl_{i}=f_{l}\cdot Cl_{il}}
Sustituyendo el Cli por esta expresión, se pueden reescribir las ecuaciones correspondientes al Clh y al Eh:
{\displaystyle Cl_{h}=\Phi _{h}{\frac {f_{l}\cdot Cl_{il}}{\Phi _{h}+f_{l}\cdot Cl_{il}}}} (1)
{\displaystyle E_{h}={\frac {f_{l}\cdot Cl_{il}}{\Phi _{h}+f_{l}\cdot Cl_{il}}}}
Por otra parte si el fármaco presenta un alto grado de Eh y en consecuencia su Cli es muy elevado la ecuación (1) se puede simplificar a la siguiente:
{\displaystyle Cl_{h}=\Phi _{h}}
Esta expresión permite deducir que en este tipo de fármacos, el Clh depende del {\displaystyle \Phi }h  y es independiente del grado de unión a proteínas plasmáticas.
Para fármacos con bajo grado de Eh en los que la magnitud del Cli es baja, la ecuación (1) se simplifica en la siguiente:
{\displaystyle Cl_{h}=f_{l}\cdot Cl_{i}}
De esta ecuación se deduce que en este tipo de fármacos modificaciones en el grado de unión a proteínas plasmáticas que determinan la fl influyen de forma significativa en el valor del Clh, especialmente en fármacos con elevados grados de unión (>90%). Se habla entonces de aclaramiento restrictivo ya que está condicionado por el grado de unión a proteínas plasmáticas.

## Reacciones metabólicas presentes en el aclaramiento hepático
La reacciones implicadas en la biotransformación de fármacos pueden clasificarse en función del mecanismo bioquímico subyacente. Así existen dos grandes grupos: las reacciones en fase I, presintéticas o de conversión de grupos funcionales, que incluyen procesos de oxidación, reducción e hidrólisis; y las reacciones en fase II, sintéticas o de conjugación a grupos funcionales. Los fármacos eliminados por metabolismo pueden experimentar una u otra, o ambas simultáneamente. 
Las reacciones en fase I introducen grupos funcionales en la molécula a eliminar, bien alterando un grupo funcional existente o creándolo, generalmente aumentando su polaridad. Las reacciones en fase II son reacciones de conjugación, en las cuales el fármaco o metabolito procedente de la fase I, se acopla a un sustrato endógeno, aumentando así el tamaño de la molécula, con lo cual habitualmente se inactiva el fármaco o el metabolito, caso de ser activo,  y se facilita su excreción. La siguiente tabla muestra los tipos de reacciones metabólicas más comunes.
| Reacciones de fase I               | Reacciones de fase II          |
| ---------------------------------- | ------------------------------ |
| Oxidación (microsomal hepática)    | Glucuronidación                |
| Oxidación alifática                | Glucurónidos tipo éster        |
| Hidroxilación aromática            | Glucurónidos tipo éter         |
| N-,O- y S- desalquilación          | Glucurónidos tipo amida        |
| Desaminación oxidativa             |                                |
| N-oxidación y N-hidroxilación      | Metilación                     |
| Formación de sulfóxidos            | N-,O- y S- metilación          |
| Epoxidación                        |                                |
| Desulfuración                      | Acetilación                    |
| Oxidación (no microsomial)         |                                |
| Desaminación oxidativa             | Conjugaciones                  |
| Oxidación de alcoholes y aldehídos | Conjugación con sulfato        |
| Oxidación de purinas               | Conjugación con péptidos       |
| Reducción                          | Conjugación con glicina        |
| Azorreducción y nitroreducción     |                                |
| Alcohol deshidrogenasa             | Síntesis de ácido mercaptúrico |
| Hidrólisis                         |                                |
| Hidrólisis de ésteres y amidas     | Transulfuración                |
| Hidrólisis de enlaces peptídicos   |                                |
| Hidratación de epóxidos            |                                |

Esquema sobre metabolismo hepático con las diferentes rutas seguidas por un fármaco hasta su eliminación total.

Las reacciones de biotransformación de fármacos son llevadas a cabo por diferentes familias de enzimas del grupo de citocromos, siendo el más implicado y estudiado el citocromo P450.
Los metabolitos de algunos fármacos, aunque no es frecuente, pueden presentar actividad farmacológica y/o tóxica. Por ejemplo la primidona se biotransforma en fenobarbital, el cual es un compuesto farmacológicamente activo. 
En ocasiones se administran profármacos, que se activan en el organismo a través de las reacciones metabólicas de fase I y II. Un ejemplo ilustrativo del uso de profármacos es la L-Dopa, utilizado en el tratamiento del Parkinson, la cual es un precursor del compuesto activo, dopamina, al cual debe hidrolizarse tras su paso a través de la barrera hematoencefálica. La dopamina no tiene capacidad de atravesarla.